# Нектар (напитка)
Вижте пояснителната страница за други значения на Нектар.
Нектарът (на гръцки: νέκταρ) е безалкохолна напитка. В гръцката митология е напитката на боговете.
Според поемата „Одисея“ на древногръцкия поет Омир нектарът е напитката на боговете, а амброзията (Ambrosia) – храната на боговете. Нектарът е като червено вино. Както амброзията, той има сладък вкус и дарява вечна младост и безсмъртие на всеки, който отпие от него.
Според повечето версии на мита нектар налива Хеба - богинята на младостта, въпреки че по-късно по традиция тази роля изпълнява Ганимед. Понякога антични автори наричат храната на боговете нектар, а напитката – амброзия.
Етимологически думата „нектар“ е свързана със старогръцката дума νεκρός „мъртъв“, и на тази основа е реконструирана митологичната функция на нектара, който е в близост до „мъртва вода“.